# Liste der denkmalgeschützten Objekte in Losenstein
Die Liste der denkmalgeschützten Objekte in Losenstein enthält die 10 denkmalgeschützten, unbeweglichen Objekte der Gemeinde Losenstein im oberösterreichischen Bezirk Steyr-Land.

## Denkmäler
| Foto |                 | Denkmal                                                               | Standort                                      | Beschreibung | Metadaten |
| ---- | --------------- | --------------------------------------------------------------------- | --------------------------------------------- | --- | --- |
| ja   | Datei hochladen | Ruine Losenstein HERIS-ID: 22060 Objekt-ID: 18388                     | Burgstraße Standort KG: Losenstein            | Losenstein ist eine der größten und ältesten Burgruinen des Landes Oberösterreich. Sie wurde im 12. Jahrhundert errichtet und besteht aus einer Hochburg und einer etwas tiefer gelegenen Vorburg. Heute sind lediglich noch Außenmauern erhalten, die einzelnen Gebäude der früheren Burg sind aber noch gut erkennbar. | BDA-Hist.: Q1013018 Status: § 2a Stand der BDA-Liste: 2025-06-30 Name: Ruine Losenstein GstNr.: 34/2, 35/3 Burgruine Losenstein                                     |
| ja   | Datei hochladen | Kath. Pfarrkirche hl. Blasius HERIS-ID: 26309 Objekt-ID: 22780        | Eisenstraße 52, bei Standort KG: Losenstein   | Die Pfarrkirche (hl. Blasius) ist urkundlich 1339 erwähnt. Der Chor stammt aus der Mitte des 14. Jahrhunderts, 1514 erfolgte eine Vergrößerung (Langhaus-Weihe) und schließlich 1837 eine Verlängerung der Kirche. Die vier gotischen Glasfenster sind um 1400 entstanden, sie zeigen die Motive: Dornenkrönung, Kreuzigung, Himmelfahrt, hl. Oswald. Der Turm im südlichen Chorwinkel ist gotisch mit Keildach und Schallfenstern. Der Hochaltar stammt aus der Zeit von 1691 bis 1693. Die Gemälde sind von Carl von Reslfeld. | BDA-Hist.: Q17126924 Status: § 2a Stand der BDA-Liste: 2025-06-30 Name: Kath. Pfarrkirche hl. Blasius GstNr.: .51 Pfarrkirche hl. Blasius, Losenstein               |
| ja   | Datei hochladen | Blasibrunn-Kapelle HERIS-ID: 22095 Objekt-ID: 18423                   | bei Eisenstraße 39 Standort KG: Losenstein    | | BDA-Hist.: Q37867042 Status: § 2a Stand der BDA-Liste: 2025-06-30 Name: Blasibrunn-Kapelle GstNr.: .61                                                              |
| ja   | Datei hochladen | Pfarrhof HERIS-ID: 26308 Objekt-ID: 22779                             | Eisenstraße 52 Standort KG: Losenstein        | | BDA-Hist.: Q37901150 Status: § 2a Stand der BDA-Liste: 2025-06-30 Name: Pfarrhof GstNr.: .50                                                                        |
| ja   | Datei hochladen | Gasthaus, ehem. Zur Schlosstaverne HERIS-ID: 26293 Objekt-ID: 22764   | Eisenstraße 75 Standort KG: Losenstein        | | BDA-Hist.: Q37901118 Status: Bescheid Stand der BDA-Liste: 2025-06-30 Name: Gasthaus, ehem. Zur Schlosstaverne GstNr.: .29/3                                        |
| ja   | Datei hochladen | Figur hl. Johannes Nepomuk HERIS-ID: 22098 Objekt-ID: 18426           | Laussastraße Standort KG: Losenstein          | Barockes Standbild des hl. Johannes Nepomuk, mit Sockel 3,7 m hoch, 0,95 x 0,95 m. Lebensgroße Figur mit Birett und Strahlenkranz (Kreuz und Märtyrerpalme fehlen), zu Füßen Wolken mit Putto. Die Kartusche erinnert an den glücklichen Übergang über den Laussabach 1741 der Khevenhüllerschen Armee bei der Rückeroberung Oberösterreichs im Österreichischen Erbfolgekrieg. Renov. 1904, 1965, bei Bau der Brücke neu aufgestellt. | BDA-Hist.: Q37867065 Status: § 2a Stand der BDA-Liste: 2025-06-30 Name: Figur hl. Johannes Nepomuk GstNr.: 434/1 Statue of John of Nepomuk, Laussabrücke Losenstein |
| ja   | Datei hochladen | Schloss Hammerschmiedries HERIS-ID: 22103 Objekt-ID: 18431            | Laussastraße 25 Standort KG: Losenstein       | → Hauptartikel : Schloss Hammeries f1 | BDA-Hist.: Q37867120 Status: Bescheid Stand der BDA-Liste: 2025-06-30 Name: Schloss Hammerschmiedries GstNr.: .152                                                  |
| ja   | Datei hochladen | Jungscharhütte vormals Hochgschwandt HERIS-ID: 26310 Objekt-ID: 22781 | Gschwandtnerberg 5 Standort KG: Stiedelsbach  | | BDA-Hist.: Q37901189 Status: § 2a Stand der BDA-Liste: 2025-06-30 Name: Jungscharhütte vormals Hochgschwandt GstNr.: .180                                           |
| ja   | Datei hochladen | Ehem. Nagelschmiede mit Wohnhaus HERIS-ID: 22099 Objekt-ID: 18427     | Stiedelsbach 40 Standort KG: Stiedelsbach     | | BDA-Hist.: Q37867078 Status: Bescheid Stand der BDA-Liste: 2025-06-30 Name: Ehem. Nagelschmiede mit Wohnhaus GstNr.: .152                                           |
| ja   | Datei hochladen | Großpeilsteiner Kellergebäude HERIS-ID: 22102 Objekt-ID: 18430        | bei Stiedelsbach 49 Standort KG: Stiedelsbach | Der Mostkeller gehört zum Peilsteinergut und hat seinen Ursprung im 16. oder im frühen 17. Jahrhundert. Es war damals ein Jagdhaus der Fürsten Schwarzenberg. Bei einer Restaurierung kamen renaissancezeitliche Sgraffiti zum Vorschein, die beispielhaft für die Anwendung dieser Technik im Voralpenraum sind. An den Fenstern, den Geschoßbändern und an den Eckquadern findet sich das Motiv des Laufenden Hundes. Bemerkenswert und von größter Seltenheit ist der gemalte Fries, der tanzende Figuren in spanischer Tracht darstellt. Dieses Motiv, in der ländlichen Gegend eher ungewöhnlich, dürfte wohl auf die ehemaligen adeligen Besitzer zurückgehen. | BDA-Hist.: Q37867093 Status: Bescheid Stand der BDA-Liste: 2025-06-30 Name: Großpeilsteiner Kellergebäude GstNr.: .217                                              |